# Giorgio Chiellini
Giorgio Chiellini (* 14. srpen 1984 Pisa, Itálie) je technický ředitel týmu LAFC a bývalý italský profesionální fotbalista, který hrál na pozici středního obránce. Mezi lety 2004 a 2022 odehrál také 117 utkání v dresu italské reprezentace, ve kterých vstřelil 8 branek. Od roku 2018 byl reprezentačním kapitánem.
S Juventusem, v jehož dresu strávil většinu své hráčské kariéry, nasbíral řadu trofejí včetně 9 mistrovských titulů v Serii A (neboli Scudetto). Ve dresu Juventusu dále dosáhl dvou finále Ligy mistrů UEFA, v obou případech ale odcházel jako stříbrný medailista.
Účastník Mistrovství světa 2010 v Jihoafrické republice a Mistrovství světa 2014 v Brazílii. Rovněž si zahrál na Mistrovství Evropy – roku 2008 v Rakousku a ve Švýcarsku, roku 2012 v Polsku a Ukrajině, roku 2016 ve Francii a roku 2021 na odloženém Mistrovství Evropy 2020 konaném v několika evropských zemích, kde s Itálií vybojoval zlato.

## Osobní život
V září 2017 podpořil iniciativu Common Goal Juana Manuela Maty, při které fotbalisté darují jedno procento ze svého platu na charitativní účely.
V říjnu 2021 vyslovil podporu projektu Superligy, ke kterému se připojil mimo jiné i Juventus, a jehož cílem bylo vytvořit ligovou soutěž nejlepších evropských velkoklubů.

## Herní profil
Atletický a fyzicky zdatný obránce Chiellini ve fotbale začínal jako levý krajní obránce neboli „bek“, než se přesunul na stopera. Na začátku kariéry si osvojil jak hru ve tříčlenné obraně, tak ve čtyřčlenné. Pro svůj fyzický až „surový“ a „rváčský“ přístup mívá soupeřův respekt. Dominuje ve vzdušných soubojích. Umí vyslat dobrou přihrávku. Na hřišti bývá velmi soutěživý a temperamentní. Trenér Walter Mazzarri vyzdvihl svého bývalého svěřence slovy, že je „univerzální hráč, kterého by chtěl v týmu každý trenér“. Dále ho označil za „sílu přírody“.

## Kariéra

### Klubová

#### Livorno

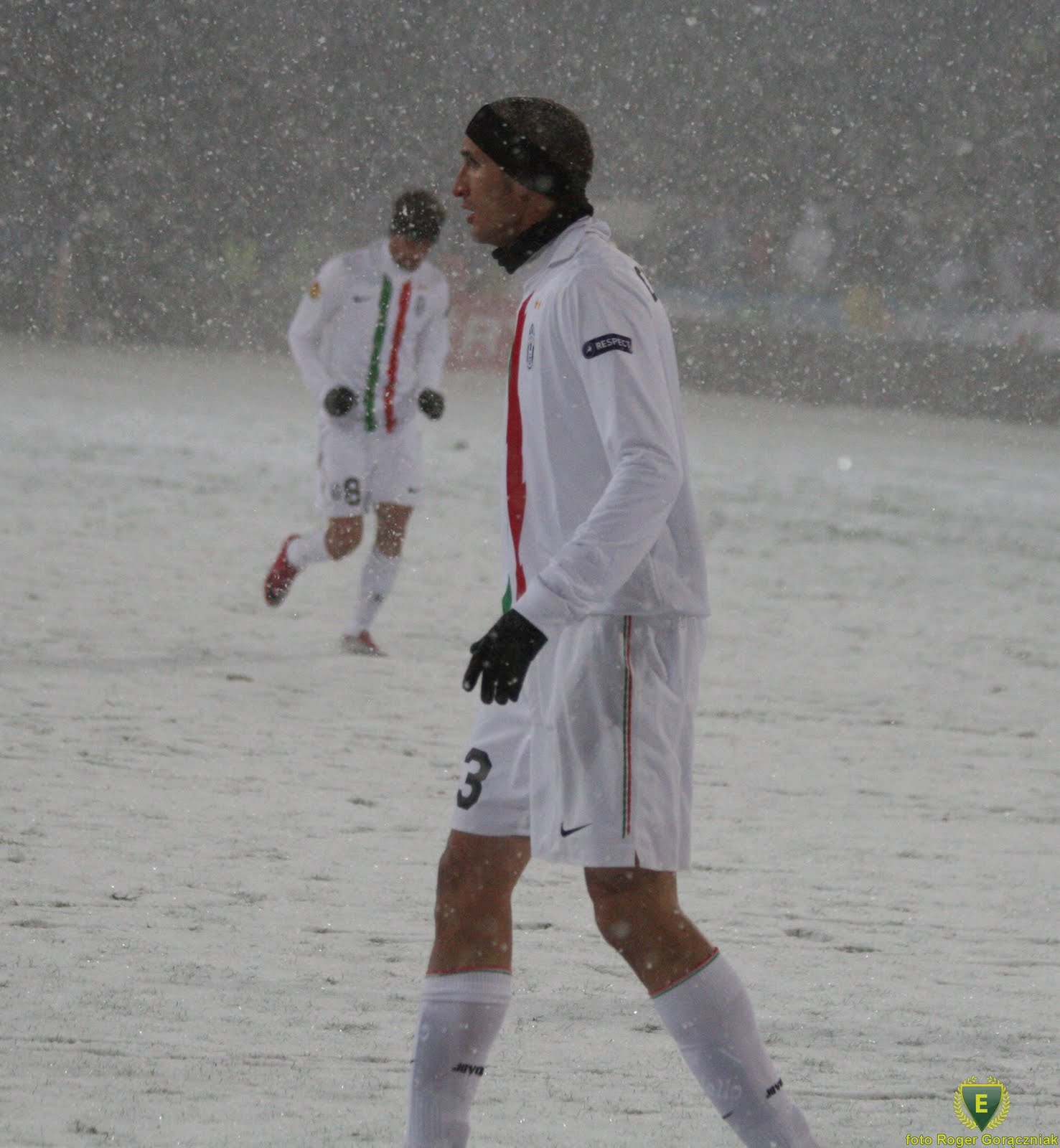
Giorgio Chiellini v zimě za hustého sněžení (2010)

Během svých fotbalových začátků vystřídal několik postů od středního záložníka, křídla po krajního obránce.
S profesionálním fotbalem začínal v klubu AS Livorno. Roku 2002 získal část práv na hráče AS Řím, Chiellini však zůstával v Livornu. Roku 2004 vykoupil od Říma práva na hráče Juventus, od léta 2004 však působil jednu sezónu ve Fiorentině. Zde se prosadil a následující sezónu už se stal součástí turínského mužstva.

#### Juventus

##### Sezóna 2005/06
Trenér Fabio Capello v něj vložil důvěru opomíjením zkušeného obránce Pessotty a Chiellini se z pozice krajního obránce podílel na dalším ligovém triumfu.
Po sezóně se pozornost upírala nejen na mistrovství světa v Německu, ale také na propuknuvší skandál v italském fotbale, který se později dostal do povědomí veřejnosti jako Calciopoli. Juventusu byly odebrány některé poslední získané trofeje a následovalo přeřazení do druhé ligy, Serie B. Turínský klub opustili fotbalisté jako Zlatan Ibrahimović a Patrick Vieira a také obránci Fabio Cannavaro, Lilian Thuram, Gianluca Zambrotta. Chiellini v klubu zůstal.

##### Sezóna 2006/07
Na pomoc Juventusu přispěchal trenér a bývalý fotbalista Didier Deschamps, který zde v 90. letech jakožto hráč působil. Zůstaly opory Gianluigi Buffon, Alessandro Del Piero, David Trézéguet, Mauro Camoranesi a Pavel Nedvěd. Chiellini se z levého kraje obrany přesunul doprostřed, kde se jeho partnerem stal zkušený obránce Nicola Legrottaglie. V říjnu 2006 navíc prodloužil smlouvu s klubem do roku 2011. Juventus vyhrál Serii B a vybojoval si prvoligovou účast, kvůli neshodám s vedením ovšem odešel Deschamps.

##### Sezóna 2007/08
Sezónu 2007/08 začali Bianconeri na domácí půdě proti Livornu a ve druhém utkání pak změřili síly venku s Cagliari. Sardinský celek měl za stavu 1:1 kopat už svou druhou penaltu, postranní rozhodčí však nakonec rozhodl, že Chielliniho zákrok byl v pořádku. Poté obě mužstva dala po jednom gólu, vítězství 3:2 pro Bianconeri v samotném závěru zařídil hlavou právě Chiellini.
Očekávaný střet v rámci Derby D'Italia proti Interu Milán se udál 5. října v Turíně a dopadl remízou 1:1. Chiellini s dalšími obránci využívali ofsajdové pasti, sám Chiellini pak dokázal uhlídat hvězdu Interu Zlatana Ibrahimoviće, který předtím před sestupem působil právě v Juventusu. Frustrovaný Ibrahimović po utkání Chielliniho pohlavkoval, hráči obou týmů ale situaci zklidnili.
Proti Laziu Řím během 35. kola vstřelil rovnou dva góly a pomohl doma vyhrát 5:2 a i když Juventus v tomto kole přišel o možnost vyhrát Scudetto, zajistil si účast v Lize mistrů pro další sezónu konečným třetím místem.

##### Sezóna 2010/11
V létě roku 2010 posílil kádr tehdejšího trenéra Luigi Delneriho obránce Leonardo Bonucci, který se měl stát Chielliniovým kolegou v obraně. 12. prosince vstřelil Chiellini úvodní gól v utkání proti Laziu a přispěl k výhře 2:1, která dopomohla průběžnému druhému místu za AC Milán,
který nakonec vybojoval Scudetto.

##### Sezóna 2011/12
Před sezónou 2011/12 tým nově trénoval Antonio Conte, sám bývalý hráč „Staré dámy“. Ten po pár zápasech přešel na rozestavení 3–5–2 se třemi středními obránci, čímž do obrany zakomponoval jak Chielliniho s Bonuccim, tak v zimě příchozího Barzagliho.
Tato trojice časem obdržela přezdívku „BBC“ (Barzagli, Bonucci, Chiellini).
Obrana se stala páteří mužstva, které získalo hned v první Conteho sezóně titul. Juventus se stal mistrem Itálie po devíti letech a během ligového běhu navíc nebyl nikým poražen.
Během sezóny zaznamenal dva góly, oba v lize. Ten první 12. prosince proti AS Řím (venkovní remíza 1:1), ten druhý 18. února proti Catanii (domácí výhra 3:1). Celkově odehrál 37 soutěžních zápasů, v závěru zápasu závěrečného 38. kola s Atalantou si však přivodil zranění stehenního svalu a přišel o pohárové finále v Coppa Italia. V něm Juventus podlehl Neapoli. Naopak účast na turnaji Euro 2012 mu neunikla.

##### Sezóna 2012/13
Svůj 250. zápas za Juventus odehrál proti Chievu 22. září 2012, který Juventus 2:0 vyhrál. Na přelomu roku si zranil lýtko a chyběl zbytek prosince, v lednu a únoru a jako lídr v obraně „Staré dámě“ chyběl. Juventus bez něj vypadl v semifinále domácího poháru Coppa Italia 2012/13. V lednu obdržel trest na jeden zápas za kritiku rozhodčího, kdy dokonce vešel na hřiště z tribuny, aby rozhodčímu domlouval. Při návratu na trávníky 1. března hlavou otevřel v Neapoli skóre po 10 minutách. V souboji dvou aspirantů na titul se nakonec urodila remíza 1:1. Na začátku dubna byl u prohry 0:2 ve čtvrtfinále Ligy mistrů s Bayernem Mnichov, při které Bavoři utnuli sérii 18 zápasů Juventusu na evropské scéně bez prohry.

##### Sezóna 2013/14
Před domácím publikem proti AC Milán 6. října 2013 dal gól při výhře 3:2. Pojišťujícím gólem v závěru zápasu na hřišti Boloni 6. prosince pomohl vyhrát 2:0, čímž Juventus vyhrál posedmé za sebou bez obdrženého gólu. Prosincová porážka v Istanbulu proti Galatasaray v závěru podzimní skupinové fáze Ligy mistrů přestěhovala tým do Evropské ligy, v níž měl Juventus motivaci navíc, finále této soutěže se totiž hrálo na jeho stadionu v Turíně.
Proti AS Řím 5. ledna 2014 se představil ve 300. zápase za turínské mužstvo. V průběhu února se potýkal s poraněným lýtkem a zkraje března byl k nelibosti klubu pozván na reprezentační duel proti Španělsku. Proti Neapoli 30. března neodvrátil venkovní výsledek 0:2, při němž byla zlomena řada 22 ligových zápasů bez porážky. Soupeř při úvodním gólu využil Chielliniho nepřítomnosti, který byl po souboji nucen převléknout si krví potřísněný dres.
Finále Evropské ligy UEFA se však obešlo bez účasti Chielliniho a i jeho spoluhráčů po venkovní semifinálové porážce 1:2 s Benfikou, po níž následovala bezgólová domácí odveta. Juventus získal Scudetto potřetí v řadě, sám Chiellini v závěru sezóny chyběl tři zápasy kvůli disciplinárnímu trestu, když při výhře 1:0 nad pronásledovatelem AS Řím udeřil loktem soupeřova záložníka Miralema Pjaniće. Navzdory jeho absenci vyhrál Juventus závěrečné ligové kolo proti Cagliari a jako první italský klub překonal hranici 100 bodů, získal jich totiž 102.

##### Sezóna 2014/15
Chiellini poprvé okusil ligové utkání 20. září 2014 proti AC Milán, které Juventus na venkovní půdě vyhrál 1:0 díky gólu Carlose Téveze.
Dne 22. prosince odehrál plných 120 minut prodlužovaného utkání o italský superpohár v Dauhá proti Neapoli a v penaltovém rozstřelu neproměnil tu svoji a Juventus neuspěl.
V roli kapitána dovedl mužstvo k triumfu v italském poháru 20. května, ve kterém Juventus porazil Lazio. Už po deseti minutách činil stav 1:1 a byl to Chiellini, kdo vyrovnal a odpověděl tak na gól Ștefana Radua. Potvrdil tím svoji střeleckou formu proti tomuto římskému týmu, kterému v soutěžních zápasech vstřelil již pátý gól. Juventus vyhrál v prodloužení 2:1 a Chiellini patřil mezi jeho nejlepší hráče.
Ve finále Ligy mistrů proti Barceloně absentoval kvůli zranění a jeho spoluhráči bez něho prohráli 1:3.

##### Sezóna 2015/16
Chiellini se zranil v červenci na začátku sezóny 2015/16 během vítězného přátelského duelu (2:1) proti polskému klubu Lechia Gdańsk. On i další stoper Barzagli tak absentovali v srpnovém zápase o italský superpohár proti Laziu Řím.
Chiellini byl kouči Allegrimu k dispozici pro úvodní domácí ligové utkání Serie A s Udinese, turínský klub však musel skousnout prohru 0:1,
přesto však Chiellini s Bonuccim a Barzaglim patřili k tomu lepšímu z týmu.
Chiellini otevřel skóre venkovního zářijového utkání proti Manchesteru City v Lize mistrů, poté co dal v 57. minutě hlavou vlastní gól. Juventus otočil skóre po trefách Mandžukiće a Moraty a úvodní skupinové klání vyhrál 2:1.
Na konci října v 10. kole proti Sassuolu vydržel na hřišti 39 minut, než byl po druhé žluté kartě rozhodčím vyloučen. Juventus prohrál již čtvrté ligové utkání, tentokráte 0:1.

##### Sezóna 2016/17
V domácím zápase Serie A dne 26. října 2016 vpravil dva góly do sítě Sampdorie Janov a přispěl k výhře 4:1. 23. prosince nastoupil do zápasu o italský superpohár a otevřel skóre, hráči AC Milán však srovnali na 1:1 a v penaltovém rozstřelu vyhráli 4:3.
Proti Atalantě v remízovém zápase 28. dubna 2017 absolvoval 300. zápas v italské lize. Ve finále Ligy mistrů proti obhajujícímu Realu Madrid 3. června byl mezi poraženými finalisty, Juventus totiž na soupeře po výsledku 1:4 nestačil a prohrál své druhé finálové vystoupení v Lize mistrů za tři roky.

##### Sezóna 2017/18
V lednu 2018 se jeho Chielliniho jméno objevilo ve vyhlášené Nejlepší jedenáctce roku 2017 podle UEFA.
Proti Tottenhamu v Lize mistrů 13. února 2018 nastoupil ke 460. soutěžnímu utkání za Juventus, překonal Giampieru Bonipertiho a stanul na sedmé příčce v klubové historii.
Juventus hrál doma nerozhodně 2:2, ovšem venku 2:1 zvítězil a postoupil.
Na jaře 2018 odehrál své 350. utkání v italské lize, v polovině března z toho ale byla jen remíza 0:0 se S.P.A.L., která ale stačila na udržení se na čele tabulky.
Dokázal překonat zranění a 31. března byl u výhry 3:1 proti AC Milán v základní sestavě. Ve čtvrtfinále se pokusil oplatit finálovou porážku Realu Madrid, na budoucího obhájce si ale Juventus nakonec nepřišel.
Poslední ligová kola strávil na lavičce náhradníků, mohl se ale těšit z dalšího titulu mistra ligy.

##### Sezóna 2018/19
Brankář a kapitán Gianluigi Buffon mužstvo opustil a kapitánská role připadla Chiellinimu, jehož novým spoluhráčem se stal mimo jiné Cristiano Ronaldo. Na hřišti Manchesteru United 23. října 2018 nedovolil soupeři skórovat a pomohl vyhrát 1:0. Trenér United José Mourinho vyzdvihl stoperskou dvojici Bonucci–Chielini a prohlásil, že by oba „mohli přednášet obranu na Harvardu“. Juventus ve třetím skupinovém zápase Ligy mistrů potřetí vyhrál a disponoval devíti body.
Dne 16. ledna 2019 mohl po výhře 1:0 nad AC Milán pozvednout superpohárovou trofej Supercoppa italiana, a to poprvé jako kapitán. Mezi březnem a dubnem sehrál Juventus v osmifinále Ligy mistrů dvojzápas s Atlétikem Madrid a dohnal prvotní manko 0:2 z venkovního zápasu domácí výhrou 3:0. Odveta hraná 12. března byla pro Chielliniho speciální, neboť odehrál svůj 500. zápas ve dresu Juventusu. Ačkoliv Juventus následně vypadl ve čtvrtfinále proti Ajaxu, na domácí scéně získal osmý titul po sobě.

##### Sezóna 2019/20
Na úvod ligové sezóny 2019/20 proti Parmě pod novým trenérem Mauriziem Sarrim se Chiellini, kapitán týmu, zasadil o jednogólové vítězství 1:0, poté co se prosadil hlavou po centru obránce Alexe Sandra.
Pár dní nato na konci srpna 2019 si na tréninku zranil kotník.
Do zápasu se vrátil v polovině února po šesti měsících jako střídající hráč proti Brescii, když v 77. minutě vystřídal Leonarda Bonucciho za potlesku diváků.
Vedle Bonucciho a Chielliniho se o místo ve středu obrany hlásili také talentovaní mladí stopeři Matthijs de Ligt nebo Merih Demiral.
Juventus se s Chiellinim dohodl na prodloužení smlouvy 29. června 2020, další spolupráce měla trvat do června 2021.

##### Sezóna 2020/21
Proti Neapoli 13. února 2021 odehrál Chiellini svůj 400. zápas v italské nejvyšší ligové soutěži. Juventus ale prohrál 0:1.

##### Sezóna 2021/22
Zpočátku sezóny se nedařilo ani hráči ani klubu – Chiellini několik podzimních zápasů vynechal kvůli zranění, Juventus prožil pomalý start a vyhrál až páté ligové kolo se Spezií. Chiellini byl u vítězství 1:0 nad AS Řím v rámci 8. kola před domácím publikem dne 17. října, byl ovšem u jedné ze dvou situací, již mohl rozhodčí odpískat jako penaltu.
V květnu 2022 Chiellini potvrdil, že po sezoně odejde z Juventusu, se kterým získal devět titulů. V Juventusu působil od roku 2004 a celkem za něj odehrál 561 zápasů. Víc mají na kontě jen Alessandro Del Piero (705) a Gianluigi Buffon (685).
Dne 12. prosince 2023 Chiellini oznámil, že končí hráčskou kariéru.

### Reprezentační

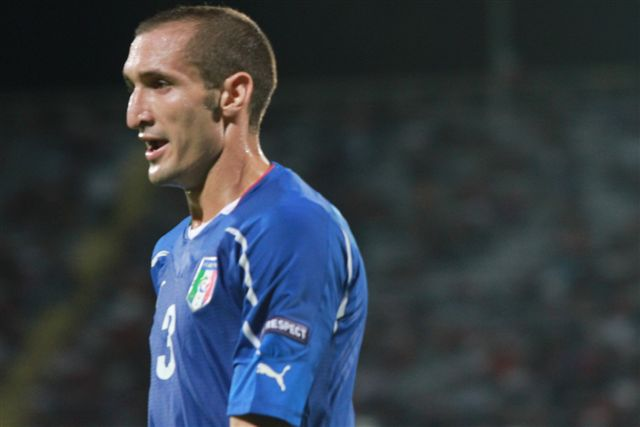
Giorgio Chiellini v roce 2011

Itálii Giorgio Chiellini reprezentoval již v mládežnických reprezentacích od kategorie U15.
Na Letní olympiádě v roce 2004 v Řecku získal s italským týmem do 23 let bronzovou medaili.
V A-mužstvu Itálie debutoval 17. 11. 2004 v přátelském utkání proti Finsku (výhra 1:0).
Zúčastnil se MS 2010 v Jihoafrické republice, MS 2014 v Brazílii, EURA 2008 ve Švýcarsku a Rakousku, EURA 2012 v Polsku a na Ukrajině, Konfederačního poháru FIFA 2009 v Jihoafrické republice a Konfederačního poháru FIFA 2013 v Brazílii.
Kuriózní zápas absolvoval 10. října 2014 v kvalifikaci na EURO 2016 proti Ázerbájdžánu (výhra 2:1), kde nejprve vstřelil vedoucí branku svého mužstva, poté si v 77. minutě dal vlastní gól a nakonec v 82. minutě vsítil vítězný gól.

#### EURO 2008
Při tréninku italské reprezentace, trénované Robertem Donadonim, zranil jiného stopera, kapitána Fabia Cannavara, který tímto přišel o celé Mistrovství Evropy. Chiellini 9. června zprvu přihlížel úvodní prohře 0:3 s Nizozemskem. Takzvaná „skupina smrti“ pro Itálii pokračovala 13. června střetnutím s Rumunskem, ve kterém Chiellini nastoupil na stoperu po boku Christiana Panucciho, kterému pomohl k vyrovnávacímu gólu na konečných 1:1, když k němu odhlavičkoval balón při rohovém kopu. Uhájením čistého konta 17. června proti Francii i s jejím útočníkem Thierrym Henrym a tedy po výhře 2:0 se Itálie kvalifikovala do čtvrtfinále. Ve vyřazovacím souboji se Španělskem 22. června odehrál 120 minut, během kterých gól nepadl a ke slovu přišel penaltový rozstřel. V něm uspělo Španělsko poměrem 4:2. Na turnaji patřil k nejlepším italským hráčům a vynikl obzvlášť proti Španělsku.

#### Mistrovství světa 2010
Trenér Marcello Lippi jej nominoval na Mistrovství světa, které v roce 2010 pořádala Jihoafrická republika. Chiellini se včas zotavil z potíží s lýtky a po boku Fabia Cannavara sehrál 14. června úvodní skupinový zápas proti Paraguayi, ten skončil nerozhodně 1:1. Itálie nezvítězila ani proti Novému Zélandu 20. června a jen 1:1 remizovala. Chiellini nastoupil také ve třetím skupinovém zápase se Slovenskem 24. června. Klíčový střet Itálie nezvládla a prohrála 2:3, se dvěma body tak dále nepostoupila a skončila poslední, čtvrtá.

#### EURO 2012
Chiellini se zúčastnil Mistrovství Evropy ve fotbale 2012 a odehrál všech šest utkání Itálie na šampionátu při její cestě do finále. V základní skupině C to byly postupně zápasy se Španělskem (remíza 1:1), Chorvatskem (rovněž 1:1) a Irskem (výhra Itálie 2:0). Ve čtvrtfinále absolvoval zápas s Anglií, který se musel rozhodnout až v penaltovém rozstřelu a skončil výsledkem 4:2 pro Italy. V semifinále byl u výhry Itálie nad mírně favorizovaným Německem 2:1. Ve finále musel se spoluhráči čelit nejlepšímu týmu turnaje Španělsku, které nakonec Itálii deklasovalo poměrem 4:0. Giorgio získal s národním týmem stříbro.

#### Mistrovství světa 2014
Byl zařazen do 23členné nominace na Mistrovství světa ve fotbale 2014 v Brazílii, jejíž složení oznámil trenér Cesare Prandelli 2. června. Na šampionátu, kde Itálie vypadla již v základní skupině D odehrál všechny tři zápasy: utkání proti Anglii (výhra 2:1), proti Kostarice (prohra 0:1) i proti Uruguayi (prohra 0:1 a vyřazení).

V zápase s Uruguayí, kde se rozhodovalo mezi těmito týmy o postup do osmifinále jej pokousal do ramene útočník soupeře Luis Suárez. Chiellini se stal v tomto směru po Nizozemci Otmanu Bakkalovi a Srbu Branislavu Ivanovićovi jeho třetí obětí. V zápase to však Suarézovi prošlo bez povšimnutí a nebyl vyloučen, ačkoli Chiellini vehementně protestoval u rozhodčího. Suárez to dlouho zapíral, 30. června 2014 se nakonec na sociální síti Twitter přiznal a omluvil se Chiellinimu. Samotný Chiellini omluvu přijal a vyjádřil přání snížení trestu pro Suáreze (který dostal od FIFA).

#### EURO 2020
Ve italském výběru Roberta Manciniho pro Mistrovství Evropy 2020 – odloženém o rok kvůli pandemii covidu-19 – byl jedním ze šestice z předchozího mistrovství, navíc plnil roli kapitána. Ve věku 36 let a 301 dní se 11. června při výhře 3:0 v úvodním skupinovém zápase s Tureckem stal nejstarším Italem na Mistrovství Evropy. Italové ovládli druhý postup zaručující zápas se Švýcarskem 16. června rovněž poměrem 3:0, ale přišli o zraněného Chielliniho. Tomu byl mimo to neuznán gól kvůli hře rukou, později jej střídal Francesco Acerbi. Pro čtvrtfinálový střet s Belgií 2. července byl již v pořádku, Itálie vyhrála 2:1 a zamířila do semifinále, kde ji čekalo Španělsko. To Chiellinimu a jeho spoluhráčům nezabránilo v postupu do finále s Anglií 11. července, ve kterém Italové stejně jako proti Španělům uspěli v penaltovém rozstřelu a stali se mistry Evropy.

#### Finalissima 2022
Dne 1. června 2022 odehrál Chiellini svůj poslední zápas v italské reprezentaci. Reprezentační kariéru uzavřel porážkou 0:3 s Argentinou v premiérovém zápase Finalissima v Londýně na stadionu Wembley.

## Přestupy
- Livorno – Fiorentina za 6 500 000 Euro
- Fiorentina – Juventus za 7 700 000 Euro
- Juventus – LAFC zadarmo

## Statistika

### Klubová
| Sezóna             | Klub               | Liga               | Liga   | Liga | Národní poháry | Národní poháry | Národní poháry | Kontinentální poháry | Kontinentální poháry | Kontinentální poháry | Celkem | Celkem |
| Sezóna             | Klub               | Soutěž             | Zápasy | Góly | Soutěž         | Zápasy         | Góly           | Soutěž               | Zápasy               | Góly                 | Zápasy | Góly   |
| ------------------ | ------------------ | ------------------ | ------ | ---- | -------------- | -------------- | -------------- | -------------------- | -------------------- | -------------------- | ------ | ------ |
| 2000/01            | Livorno            | Serie C1           | 3      | 0    | -              | 0              | 0              | -                    | 0                    | 0                    | 3      | 0      |
| 2001/02            | Livorno            | Serie C1           | 5      | 0    | IP             | 3              | 0              | -                    | 0                    | 0                    | 8      | 0      |
| 2002/03            | Livorno            | Serie B            | 6      | 0    | IP             | 1              | 0              | -                    | -                    | 0                    | 7      | 0      |
| 2003/04            | Livorno            | Serie B            | 41     | 4    | IP             | 1              | 0              | -                    | 0                    | 0                    | 42     | 4      |
| Celkem za Livorno  | Celkem za Livorno  | Celkem za Livorno  | 55     | 4    | -              | 5              | 0              | -                    | 0                    | 0                    | 60     | 4      |
| 2004/05            | Fiorentina         | Serie A            | 37     | 3    | IP             | 5              | 0              | -                    | 0                    | 0                    | 42     | 3      |
| 2005/06            | Juventus           | Serie A            | 17     | 0    | IP+IS          | 0+0            | 0              | LM                   | 6                    | 0                    | 23     | 0      |
| 2006/07            | Juventus           | Serie B            | 32     | 3    | IP             | 3              | 1              | -                    | 0                    | 0                    | 35     | 4      |
| 2007/08            | Juventus           | Serie A            | 30     | 3    | IP             | 2              | 0              | -                    | 0                    | 0                    | 32     | 3      |
| 2008/09            | Juventus           | Serie A            | 27     | 4    | IP             | 1              | 0              | LM                   | 8                    | 1                    | 36     | 5      |
| 2009/10            | Juventus           | Serie A            | 32     | 4    | IP             | 2              | 0              | LM+EL                | 4+2                  | 1+0                  | 40     | 5      |
| 2010/11            | Juventus           | Serie A            | 32     | 2    | IP             | 3              | 0              | EL                   | 9                    | 2                    | 43     | 4      |
| 2011/12            | Juventus           | Serie A            | 34     | 2    | IP             | 3              | 0              | -                    | 0                    | 0                    | 37     | 2      |
| 2012/13            | Juventus           | Serie A            | 24     | 1    | IP+IS          | 0+0            | 0              | LM                   | 8                    | 0                    | 32     | 1      |
| 2013/14            | Juventus           | Serie A            | 31     | 3    | IP+IS          | 1+1            | 0+1            | LM+EL                | 5+6                  | 0                    | 44     | 4      |
| 2014/15            | Juventus           | Serie A            | 28     | 0    | IP+IS          | 4+1            | 1+0            | LM                   | 12                   | 0                    | 45     | 1      |
| 2015/16            | Juventus           | Serie A            | 24     | 1    | IP+IS          | 4+0            | 0              | LM                   | 6                    | 0                    | 34     | 1      |
| 2016/17            | Juventus           | Serie A            | 21     | 2    | IP+IS          | 2+1            | 0+1            | LM                   | 9                    | 1                    | 33     | 4      |
| 2017/18            | Juventus           | Serie A            | 26     | 0    | IP+IS          | 4+1            | 0              | LM                   | 7                    | 0                    | 38     | 0      |
| 2018/19            | Juventus           | Serie A            | 25     | 1    | IP+IS          | 2+1            | 0              | LM                   | 6                    | 0                    | 34     | 1      |
| 2019/20            | Juventus           | Serie A            | 4      | 1    | IP+IS          | 0+0            | 0              | LM                   | 0                    | 0                    | 4      | 1      |
| 2020/21            | Juventus           | Serie A            | 17     | 0    | IP+IS          | 4+1            | 0              | LM                   | 3                    | 0                    | 25     | 0      |
| 2021/22            | Juventus           | Serie A            | 21     | 0    | IP+IS          | 3+1            | 0              | LM                   | 1                    | 0                    | 26     | 0      |
| Celkem za Juventus | Celkem za Juventus | Celkem za Juventus | 425    | 27   | -              | 42             | 4              | -                    | 92                   | 5                    | 561    | 36     |
| 2022               | LAFC               | MLS                | 11+2   | 0    | -              | 0              | 0              | -                    | 0                    | 0                    | 13     | 2      |
| 2023               | LAFC               | MLS                | 20+5   | 1+0  | -              | 0              | 0              | LMC                  | 3                    | 0                    | 28     | 1      |
| Celkem za LAFC     | Celkem za LAFC     | Celkem za LAFC     | 38     | 1    | -              | 0              | 0              | -                    | 3                    | 0                    | 41     | 1      |
| Celkově            | Celkově            | Celkově            | 555    | 35   | -              | 52             | 4              | -                    | 95                   | 5                    | 704    | 44     |

### Reprezentační

#### Statistika na velkých turnajích
| Reprezentace | Rok     | Zápasy             | Zápasy | Zápasy      | Zápasy           | Zápasy           | Zápasy             |
| Reprezentace | Rok     | Fáze turnaje       | Datum  | Soupeř      | Odehraných minut | Vstřelené branky | Výsledek           |
| ------------ | ------- | ------------------ | ------ | ----------- | ---------------- | ---------------- | ------------------ |
| Itálie       | OH 2004 | Čtvrtfinále        | 21. 8. | Mali        | 1                | 0                | 1:0 v prodl.       |
| Itálie       | OH 2004 | Zápas o 3. místo   | 27. 8. | Irák        | 5                | 0                | 1:0                |
| Itálie       | ME 2008 | 2 zápas ve skupině | 13. 6. | Rumunsko    | 90               | 0                | 1:1                |
| Itálie       | ME 2008 | 3 zápas ve skupině | 17. 6. | Francie     | 90               | 0                | 2:0                |
| Itálie       | ME 2008 | Čtvrtfinále        | 22. 6. | Španělsko   | 120              | 0                | 0:0 (2:4 na (pen.) |
| Itálie       | MS 2010 | 1 zápas ve skupině | 14. 6. | Paraguay    | 90               | 0                | 1:1                |
| Itálie       | MS 2010 | 2 zápas ve skupině | 20. 6. | Nový Zéland | 90               | 0                | 1:1                |
| Itálie       | MS 2010 | 3 zápas ve skupině | 24. 6. | Slovensko   | 90               | 0                | 2:3                |
| Itálie       | ME 2012 | 1 zápas ve skupině | 10. 6. | Španělsko   | 90               | 0                | 1:1                |
| Itálie       | ME 2012 | 2 zápas ve skupině | 14. 6. | Chorvatsko  | 90               | 0                | 1:1                |
| Itálie       | ME 2012 | 3 zápas ve skupině | 18. 6. | Irsko       | 57               | 0                | 2:0                |
| Itálie       | ME 2012 | Semifinále         | 28. 6. | Německo     | 90               | 0                | 2:1                |
| Itálie       | ME 2012 | Finále             | 1. 7.  | Španělsko   | 21               | 0                | 0:4                |
| Itálie       | MS 2014 | 1 zápas ve skupině | 15. 6. | Anglie      | 90               | 0                | 2:1                |
| Itálie       | MS 2014 | 2 zápas ve skupině | 20. 6. | Kostarika   | 90               | 0                | 0:1                |
| Itálie       | MS 2014 | 3 zápas ve skupině | 24. 6. | Uruguay     | 90               | 0                | 0:1                |
| Itálie       | ME 2016 | 1 zápas ve skupině | 13. 6. | Belgie      | 90               | 0                | 2:0                |
| Itálie       | ME 2016 | 2 zápas ve skupině | 17. 6. | Švédsko     | 90               | 0                | 1:0                |
| Itálie       | ME 2016 | Osmifinále         | 27. 6. | Španělsko   | 90               | 1                | 2:0                |
| Itálie       | ME 2016 | Čtvrtfinále        | 2. 7.  | Německo     | 120              | 0                | 1:1 (6:5 na pen.)  |
| Itálie       | ME 2020 | 1 zápas ve skupině | 11. 6. | Turecko     | 90               | 0                | 3:0                |
| Itálie       | ME 2020 | 2 zápas ve skupině | 16. 6. | Švýcarsko   | 24               | 0                | 3:0                |
| Itálie       | ME 2020 | Čtvrtfinále        | 2. 7.  | Belgie      | 90               | 0                | 2:0                |
| Itálie       | ME 2020 | Semifinále         | 6. 7.  | Španělsko   | 120              | 0                | 1:1 (4:2 na pen.)  |
| Itálie       | ME 2020 | Finále             | 11. 7. | Anglie      | 120              | 0                | 1:1 (3:2 na pen.)  |

### Reprezentační branky
| Gól | Datum        | Stadion                                      | Soupeř            | Skóre | Výsledek | Soutěž                                 |
| --- | ------------ | -------------------------------------------- | ----------------- | ----- | -------- | -------------------------------------- |
| 010 | 21. 11. 2007 | Stadio Alberto Braglia, Modena, Itálie       | Faerské ostrovy   | 3:0   | 3:1      | Kvalifikace na ME 2008                 |
| 02  | 18. 11. 2009 | Stadio Dino Manuzzi, Cesena, Itálie          | Švédsko           | 1:0   | 1:0      | Přátelské utkání                       |
| 03  | 22. 6. 2013  | Arena Fonte Nova, Salvador, Brazílie         | Brazílie          | 2:3   | 2:4      | Konfederační pohár FIFA 2013 - 1. kolo |
| 04  | 10. 9. 2013  | Juventus Stadium, Turín, Itálie              | Česká republika   | 1:1   | 2:1      | Kvalifikace na MS 2014                 |
| 05  | 10. 10. 2014 | Stadio Renzo Barbera, Palermo, Itálie        | Ázerbájdžán       | 1:0   | 2:1      | Kvalifikace na ME 2016                 |
| 06  | 10. 10. 2014 | Stadio Renzo Barbera, Palermo, Itálie        | Ázerbájdžán       | 2:1   | 2:1      | Kvalifikace na ME 2016                 |
| 07  | 27. 6. 2016  | Stade de France, Saint-Denis, Francie        | Španělsko         | 1:0   | 2:0      | ME 2016 - osmifinále                   |
| 08  | 6. 10. 2017  | Stadio Olimpico Grande Torino, Turín, Itálie | Severní Makedonie | 1:0   | 1:1      | Kvalifikace na MS 2018                 |

## Úspěchy

### Klubové

#### Národní
- vítěz italské ligy (9x)

Juventus: 2011/12, 2012/13, 2013/14, 2014/15, 2015/16, 2016/17, 2017/18, 2018/19, 2019/20
- vítěz americké ligy (1x)

LAFC: 2022
- vítěz 2. italské ligy (1x)

Juventus: 2006/07
- vítěz italského poháru (5x)

Juventus: 2014/15, 2015/16, 2016/17, 2017/18, 2020/21
- vítěz italského superpoháru (5x)

Juventus: 2012, 2013, 2015, 2018, 2020

### Reprezentační
- 2× na MS (2010, 2014)
- 4× na ME (2008, 2012 - stříbro, 2016, 2020 - zlato)
- 2× na Konfederačním poháru (2009, 2013 - bronz)
- 1× na OH (2004 - bronz)
- 2× na ME U21 (2006, 2007)
- 1x ve finále Ligy národů UEFA (2020/21 - bronz)
- 1x Finalissima 2022

### Individuální
- 5x v týmu roku italské ligy (2013, 2015, 2016, 2018, 2020)
- 3x v nejlepší obránce italské ligy (2008, 2009, 2010)
- 3x All Stars Team ESM (2012/13, 2014/15, 2017/18)
- 2x All Stars Team LM (2014/15, 2017/18)
- 1x All Stars Team na ME U21 (2007)

### Vyznamenání
Řád zásluh o Italskou republiku (27. 9. 2004) z podnětu Prezidenta Itálie 

 Řád zásluh o Italskou republiku (16. 7. 2021) z podnětu Prezidenta Itálie